# Pholiote ridée
Cortinarius caperatus
 (avril 2013).
Si vous disposez d'ouvrages ou d'articles de référence ou si vous connaissez des sites web de qualité traitant du thème abordé ici, merci de compléter l'article en donnant les références utiles à sa vérifiabilité et en les liant à la section « Notes et références ».
Espèce
Cortinarius caperatus (autrefois Pholiota caperata), de son nom vernaculaire français, le cortinaire ridé est une espèce de champignons basidiomycètes aujourd'hui classée parmi les cortinaires. À vrai dire, cette espèce d'aspect intermédiaire entre les agarics, les pholiotes, les hébélomes et les cortinaires est passée de genre en genre à plusieurs reprises et a, pendant un temps, constitué un genre à elle seule sous le nom de Rozites caperatus.

## Taxonomie

### Nom binomial accepté
Cortinarius caperatus (Pers.) Fr. 1838

### Synonymes
- Agaricus caperatus Pers. 1796
- Dryophila caperata (Pers.) Quél. 1886
- Pholiota caperata (Pers.) Gillet 1874
- Rozites caperatus (Pers.) P. Karst. 1879
- Togaria caperata (Pers.) W.G. Sm. 1908

### Noms vernaculaires
Maintenant reclassée dans le genre Cortinarius, cette espèce est passée en français, sous le nom de cortinaire ridé, autrefois Pholiote ridée.

## Description du sporophore
- Chapeau 5 à 10–14 cm, arrondi puis s'étalant, jaune roux, ridé vers le bord et couvert radialement de fines mèches fugaces blanches à légèrement rosées. La marge, souvent incurvée, se fendille avec l'âge.
- Lames inégales et fortement dentelées ; sporée brun-roux.
- Pied 8 à 12 cm (jusqu'à 20 cm) sur 1,5 à 2,5 cm, s'élargissant de haut en bas, couleur crème, pelucheux au-dessus d'un anneau (strié, membraneux et tenace) , fibrilleux au-dessous.
- Chair ferme, crème à rosée, colorant l'eau en jaune ; odeur et saveur non significatives.

## Écologie
Le cortinaire ridé vient d'août à octobre, sous feuillus ou conifères, surtout en montagne mais éventuellement en plaine. Absente de certaines régions, elle peut abonder dans d'autres : son terrain de prédilection est un sol pauvre, acide et sablonneux.

## Comestibilité
Il s'agit d'un bon comestible à la chair consistante sur les exemplaires jeunes, comparable aux meilleurs agarics, à consommer rapidement car son pied devient fibreux et est facilement véreux.
L'espèce a une forte capacité de concentration du césium 137.

## Espèces proches et confusions possibles
Ce champignon peut par sa couleur évoquer certains hébélomes (de taille généralement plus modeste) et par son port certains cortinaires massifs, des agarics, des leucoagarics ou des phaeolépiotes, mais ne ressemble en fait qu'à lui-même: les rides de ses bords, la couleur claire de son voile de méchules, son anneau strié et son habitat particulier permettent de l'identifier assez aisément.

## Galerie

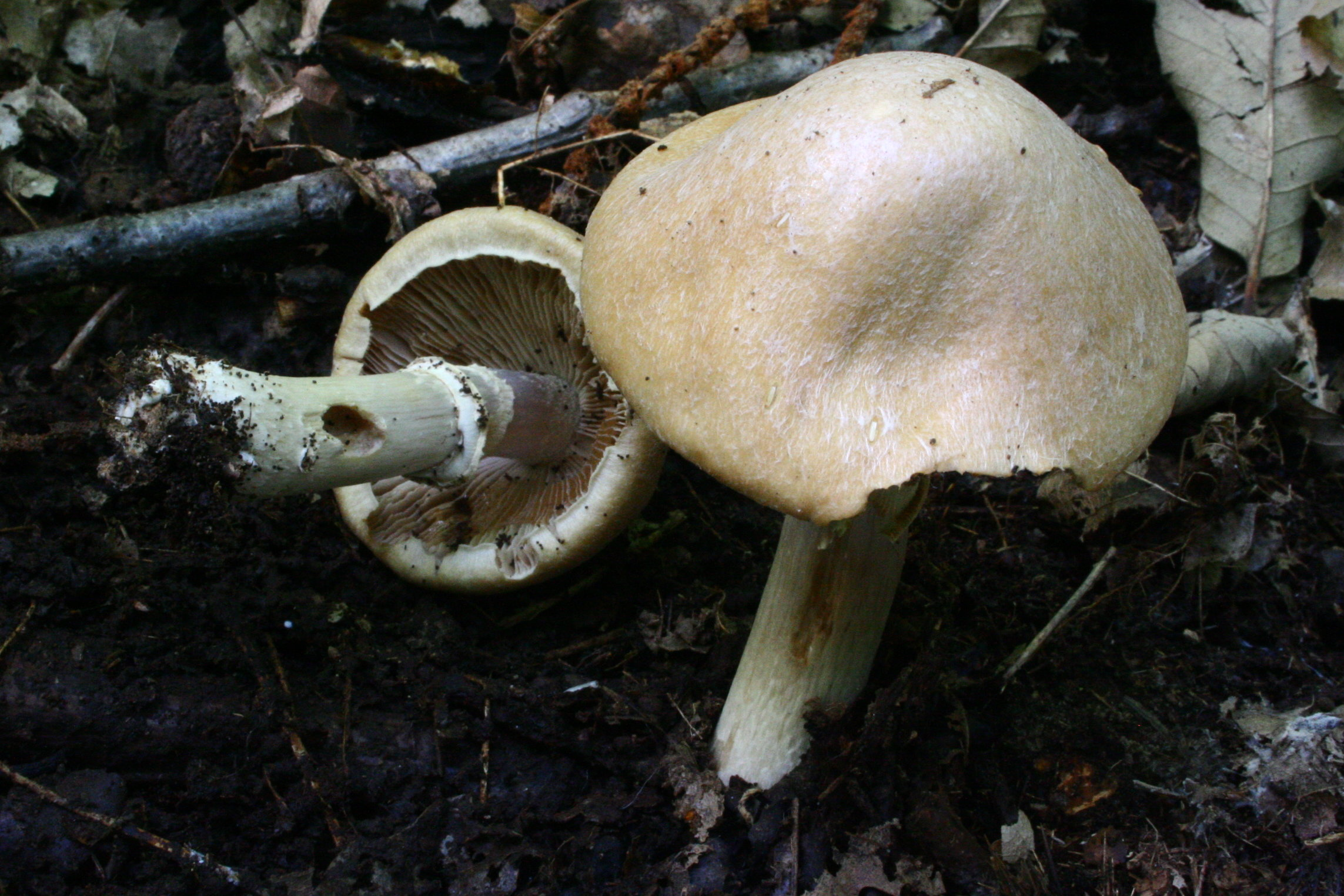
Exemplaires jeunes : le voile de méchules claires est bien visible.
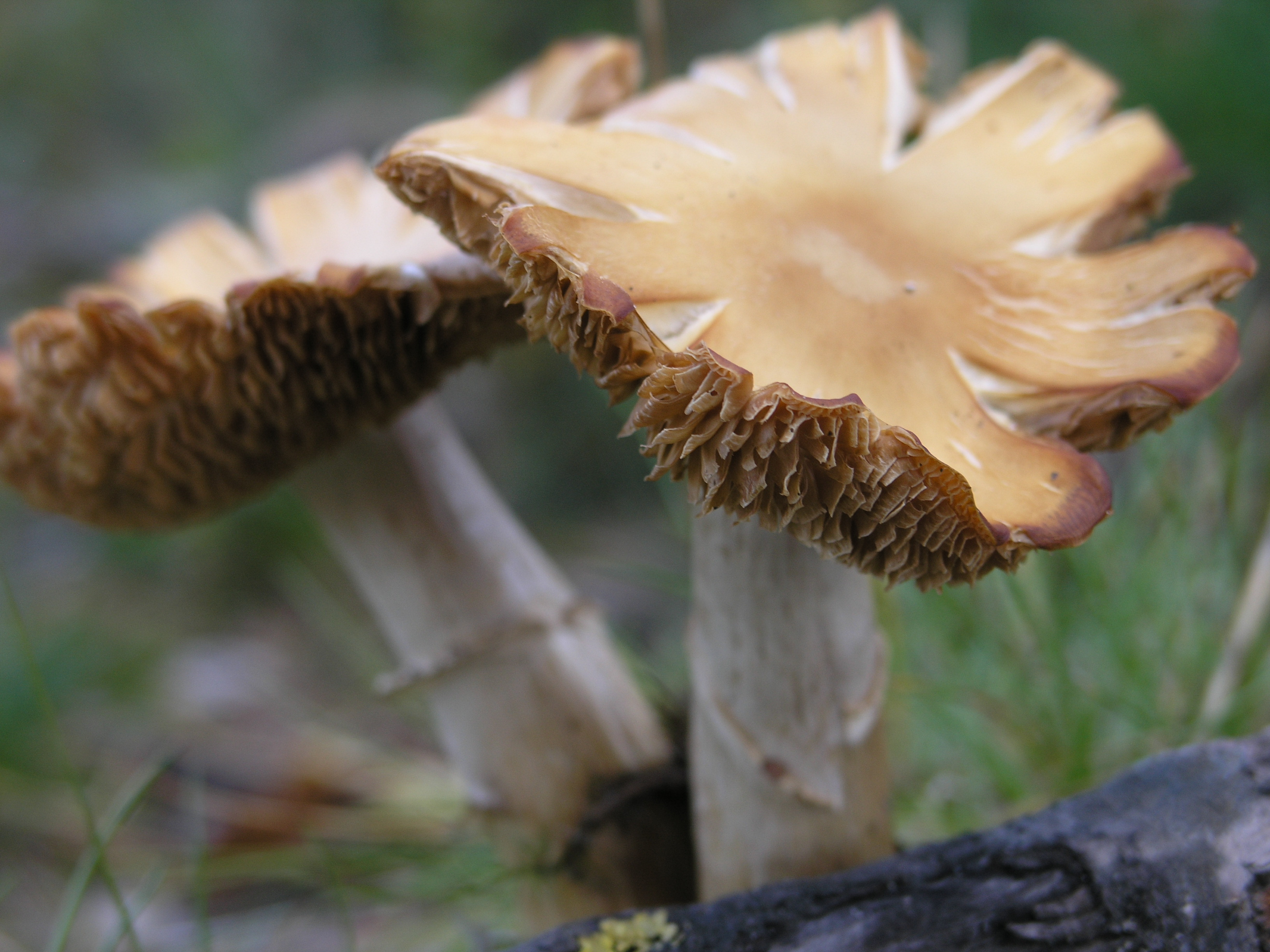
Vieux exemplaires : l'anneau est toujours présent, le voile de méchules claires a disparu, les lames sont très dentelées et brunies par les spores, la marge est fendue.